# 福岡市文学館
福岡市文学館（ふくおかしぶんがくかん）は福岡市総合図書館が実施する文学館事業である。

## 施設概要
福岡にゆかりのある文学資料を収集・整理・保存する。福岡市総合図書館の1階ギャラリーで常設展示を行っているほか、企画展示も開催される。
2002年（平成14年）に開館。福岡市赤煉瓦文化館（旧日本生命保険会社九州支店）の1階にサテライトを設け、福岡市の文学の歴史、とくに近代以降の文学グループや作家の雑誌、作品などの情報を展示していた。
2019年（令和元年）3月に赤煉瓦文化館内の展示物を総合図書館1階閲覧室内に新たに設置した福岡文学スペースに移転・集約。ゆかりの文学などに関する図書や雑誌、文学館図録などの展示（閲覧・貸出）を行う。文学講座（「赤煉瓦夜話」など）も引き続き総合図書館の会議室で開催予定。